# Agnelo Collet
Agnelo Geraque Collet ou simplesmente Agnelo Collet (Bahia, 1862 — Niterói, 1929) foi um médico e político brasileiro.
Formou-se em medicina em 1886 pela Faculdade da Bahia, em Salvador, e clinicou inicialmente na cidade de Caravelas, naquele estado, sendo ainda nomeado presidente da Estrada de Ferro Bahia-Minas Gerais.
Em 1894 se mudou para São Fidélis, na região Norte Fluminense, onde passou a envolver-se com a política local. Elegeu-se vereador por várias legislaturas, chegando à presidência da Câmara Municipal. Foi eleito segundo vice-presidente do estado do Rio de Janeiro em 1914, ao lado de Nilo Peçanha, que fora escolhido para a presidência do estado.
Com a renúncia de Nilo Peçanha em 7 de maio de 1917, e a morte do primeiro vice-presidente, Francisco Xavier da Silva Guimarães, em 19 de junho do mesmo ano, Agnelo Collet assumiu o governo.
Foi empossado no governo perante o Tribunal da Relação em 20 de junho de 1917, permanecendo no cargo até o fim do período constitucional. Depois de exercer a presidência do estado, foi nomeado ministro do Tribunal de Contas fluminense, do qual foi o primeiro presidente, cargo esse em que veio se aposentar. Faleceu na cidade de Niterói, então capital do estado do Rio de Janeiro.
Seu filho, Heitor Collet foi presidente da Assembléia Legislativa e governador do estado no ano de 1937, quando passou o governo para Amaral Peixoto.